# Kabinett Letta
Das Kabinett Letta regierte Italien vom 28. April 2013 bis zum 22. Februar 2014; davor regierte das Kabinett Monti, danach das Kabinett Renzi. Die Regierung von Ministerpräsident Enrico Letta wurde bis November 2013 von einer großen Koalition aus Partito Democratico (PD), Popolo della Libertà (PdL) und der Bürgerliste Scelta Civica (SC) getragen. Diese politische Konstellation ergab sich wegen der Pattsituation nach der Parlamentswahl Ende Februar 2013. Der im November 2013 von Silvio Berlusconi wiedergegründeten Partei Forza Italia schlossen sich etliche konservative PdL-Parlamentarier um Vizepremier Angelino Alfano nicht an. Sie unterstützten mit ihrer neuen Mitte-rechts-Bewegung Nuovo Centrodestra (NCD) die Regierung Letta weiter. Forza Italia ging dagegen in die Opposition.
Enrico Letta trat mit seinem Kabinett am 14. Februar 2014 zurück, nachdem seine Demokratische Partei am Vortag einer neuen Regierung unter dem neuen Parteivorsitzenden Matteo Renzi zugestimmt hatte. Staatspräsident Giorgio Napolitano beauftragte das Kabinett Letta mit der Fortführung der laufenden Amtsgeschäfte bis zur Vereidigung der neuen Regierung.

## Minister und Staatssekretäre
| Amt                                                         | Bild | Minister | Minister                                                       | Vizeminister                                                              | (Unter-)Staatssekretäre                                                                       |
| ----------------------------------------------------------- | ---- | -------- | -------------------------------------------------------------- | ------------------------------------------------------------------------- | --------------------------------------------------------------------------------------------- |
| Ministerpräsident                                           |      |          | Enrico Letta (PD)                                              |                                                                           | Filippo Patroni Griffi (parteilos), Giovanni Legnini (PD), Marco Minniti (PD)                 |
| Stellvertretender Ministerpräsident                         |      |          | Angelino Alfano (PdL, NCD ab 15. Nov. 2013)                    |                                                                           |                                                                                               |
| Ministerien                                                 |      |          |                                                                |                                                                           |                                                                                               |
| Auswärtige Angelegenheiten                                  |      |          | Emma Bonino (RI)                                               | Lapo Pistelli (PD), Bruno Archi (FI), Marta Dassù (parteilos)             | Mario Giro (SC)                                                                               |
| Inneres                                                     |      |          | Angelino Alfano (PdL, danach NCD)                              | Filippo Bubbico (PD)                                                      | Domenico Manzione (parteilos), Giampiero Bocci (PD)                                           |
| Justiz                                                      |      |          | Annamaria Cancellieri (parteilos)                              |                                                                           | Giuseppe Berretta (PD), Cosimo Maria Ferri (parteilos)                                        |
| Wirtschaft und Finanzen                                     |      |          | Fabrizio Saccomanni (parteilos)                                | Stefano Fassina (PD) (bis 4. Januar 2014), Luigi Casero (PdL, danach NCD) | Pier Paolo Baretta (PD), Alberto Giorgetti (PdL, danach NCD)                                  |
| Verteidigung                                                |      |          | Mario Mauro (SC)                                               |                                                                           | Roberta Pinotti (PD), Gioacchino Alfano (PdL, danach NCD)                                     |
| Infrastruktur und Verkehr                                   |      |          | Maurizio Lupi (PdL, danach NCD)                                | Vincenzo de Luca (PD)                                                     | Erasmo D’Angelis (PD), Rocco Girlanda (FI)                                                    |
| Wirtschaftliche Entwicklung                                 |      |          | Flavio Zanonato (PD)                                           | Carlo Calenda (SC), Antonio Catricalà (parteilos)                         | Simona Vicari (PdL, danach NCD), Claudio De Vincenti (PD)                                     |
| Land- und Forstwirtschaft                                   |      |          | Nunzia De Girolamo (PdL, danach NCD) (bis zum 27. Januar 2014) |                                                                           | Maurizio Martina (PD), Giuseppe Castiglione (PdL, danach NCD)                                 |
| Bildung und Forschung                                       |      |          | Maria Chiara Carrozza (PD)                                     |                                                                           | Gabriele Toccafondi (PdL, danach NCD), Marco Rossi-Doria (parteilos), Gian Luca Galetti (UDC) |
| Kultur und Tourismus                                        |      |          | Massimo Bray (PD)                                              |                                                                           | Simonetta Giordani (parteilos), Ilaria Borletti Buitoni (SC)                                  |
| Gesundheit                                                  |      |          | Beatrice Lorenzin (PdL, danach NCD)                            |                                                                           | Paolo Fadda (PD)                                                                              |
| Arbeit und Soziales                                         |      |          | Enrico Giovannini (parteilos)                                  | Maria Cecilia Guerra (PD)                                                 | Jole Santelli (FI) (bis zum 6. Dezember 2013), Carlo Dell’Aringa (PD)                         |
| Umwelt, Landschafts- und Meeresschutz                       |      |          | Andrea Orlando (PD)                                            |                                                                           | Marco Flavio Cirillo (PdL, danach NCD)                                                        |
| Minister ohne Geschäftsbereich                              |      |          |                                                                |                                                                           |                                                                                               |
| Europapolitik                                               |      |          | Enzo Moavero Milanesi (SC)                                     |                                                                           |                                                                                               |
| Verfassungsreformen                                         |      |          | Gaetano Quagliariello (PdL, danach NCD)                        |                                                                           |                                                                                               |
| Territorialer Zusammenhalt                                  |      |          | Carlo Trigilia (PD)                                            |                                                                           |                                                                                               |
| Regionale Angelegenheiten und Sport                         |      |          | Graziano Delrio (PD)                                           |                                                                           | Walter Ferrazza                                                                               |
| Chancengleichheit, Sport und Jugend (bis zum 24. Juni 2013) |      |          | Josefa Idem (PD) (bis zum 24. Juni 2013)                       |                                                                           |                                                                                               |
| Beziehungen zum Parlament                                   |      |          | Dario Franceschini (PD)                                        |                                                                           | Sesa Amici (PD), Sabrina de Camillis (PdL, danach NCD)                                        |
| Integration und Jugend                                      |      |          | Cécile Kyenge (PD)                                             |                                                                           |                                                                                               |
| Öffentliche Verwaltung                                      |      |          | Giampiero D’Alia (UDC)                                         |                                                                           | Gianfranco Miccichè (Grande Sud), Michaela Biancofiore (PdL) (bis zum 4. Oktober 2013)        |

Anna Maria Cancellieri und Enzo Moavero Milanesi gehörten bereits der Regierung Monti an, Cancellieri als Innenministerin und Moavero als Minister für Europapolitik. Angelino Alfano war in der Regierung Berlusconi von 2008 bis 2011 Justizminister und Emma Bonino war von 2006 bis 2008 in der Regierung Prodi Handelsministerin. Mit sechs beziehungsweise sieben Ministerinnen hat das Kabinett den höchsten Frauenanteil aller bisherigen Regierungen Italiens. Mit Cecile Kyenge gehört zum ersten Mal eine aus Afrika stammende Politikerin einer italienischen Regierung an.

## Veränderungen

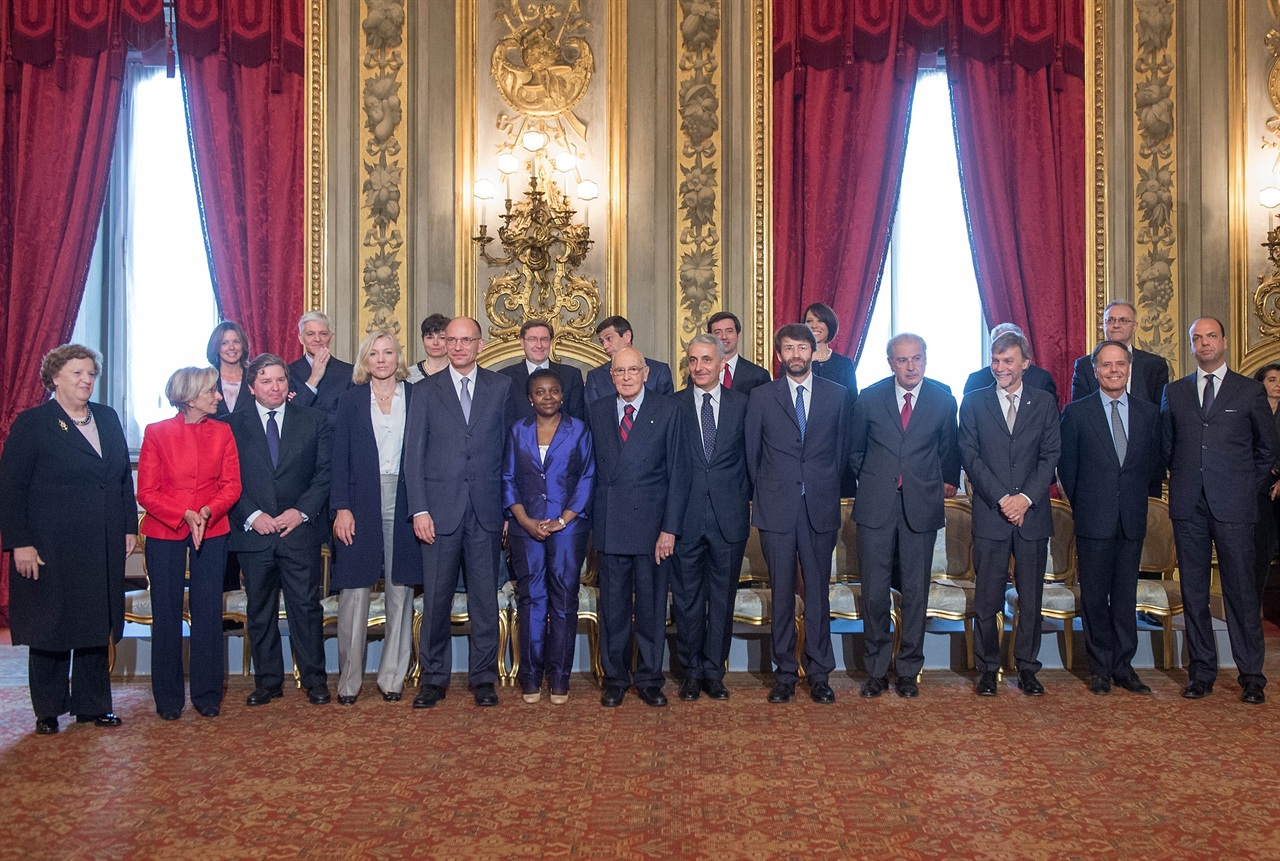
Das Kabinett mit Staatspräsident Giorgio Napolitano nach seiner Vereidigung im Quirinalspalast

Die Ernennung der Südtiroler Abgeordneten Michaela Biancofiore zur Staatssekretärin im Ressort für Gleichberechtigung, Sport und Jugend sorgte für Proteste, da sie in der Vergangenheit durch zahlreiche homophobe Äußerungen für Aufsehen gesorgt hatte. Enrico Letta versetzte sie daraufhin bereits zwei Tage nach ihrer Ernennung in das Ministerium für Öffentliche Verwaltung.
Am 17. Mai 2013 wurde mit dem Senator Marco Minniti (PD) ein weiterer Staatssekretär im Amt des Ministerpräsidenten ernannt. Er übernimmt dort die Zuständigkeit für die zivilen Nachrichtendienste Italiens. Minniti gründete im Jahr 2009 in Rom die Denkfabrik Intelligence Culture and Strategic Analysis (ICSAS). Auf der Kabinettssitzung vom 17. Mai wurde auch beschlossen, dass der Ministerpräsident, die Minister, Vizeminister und Staatssekretäre keine Amtsbezüge mehr erhalten, sofern sie ins Parlament gewählt wurden und von dort Abgeordnetenbezüge erhalten.
Am 24. Juni 2013 trat die aus Deutschland stammende Ministerin für Gleichberechtigung, Sport und Jugend, Josefa Idem, wegen einer Steueraffäre zurück. Ihr Zuständigkeitsbereich wurde an die Minister Delrio (Sport), Kyenge (Jugend) und Guerra (Gleichberechtigung) vergeben.
Am 28. September 2013 reichte Staatssekretärin Michaela Biancofiore auf Wunsch von Silvio Berlusconi ihren Rücktritt ein, der am 4. Oktober 2013 von Enrico Letta angenommen wurde.

## Besondere Vorkommnisse
Ende Juli 2013 wurde Silvio Berlusconi letztinstanzlich wegen Steuerbetrugs zu einer einjährigen Haftstrafe verurteilt.
Parteichef Angelino Alfano und führende Mitglieder der PdL (die Partei Berlusconis) kamen zu einer Krisensitzung zusammen. Sie erwogen, die PdL-Minister zurücktreten zu lassen, was dann früher oder später wohl Neuwahlen zur Folge hätte, da die Regierung keine parlamentarische Mehrheit mehr hätte. Offenbar sollte so auf Staatspräsident Giorgio Napolitano Druck ausgeübt werden, damit er eine Amnestie für Berlusconi ausspricht.
Silvio Berlusconi forderte am 28. September 2013 die fünf Minister und die Staatssekretäre seiner Partei PdL auf, die Regierung zu verlassen um seinen Ausschluss aus dem Senat zu verhindern.
Premierminister Letta stellte darauf im Parlament die Vertrauensfrage.
Nach internen Auseinandersetzungen im PdL und der Ankündigung von PdL-Abgeordneten, für Letta zu stimmen, vollzog Berlusconi selbst kurz vor der Abstimmung die Kehrtwendung und rief im Senat dazu auf, Letta das Vertrauen auszusprechen, was mit großer Mehrheit geschah. Die PdL-Mitglieder blieben damit in der Regierung. Lediglich das Rücktrittsgesuch von Michaela Biancofiore wurde von Enrico Letta angenommen.
Die unüberbrückbaren Differenzen zwischen Berlusconi und seinen engsten Vertrauten einerseits und Alfano mit seinen regierungstreuen Ministern und Abgeordneten andererseits führten im November 2013 zur Spaltung des PdL, zur Wiedergründung von Berlusconis Partei Forza Italia und zur Gründung der neuen Mitte-rechts-Bewegung Nuovo Centrodestra. Während Berlusconi mit seinen Hardlinern weiterhin für den Sturz der Regierung Letta eintrat, weil diese ihn mit der Koalition nicht ausreichend vor der „kommunistischen Justiz“ geschützt habe, unterstützte Angelino Alfano mit seiner NCD die Regierung weiter, bis sie ein PD-interner Beschluss zu Fall brachte.